# Telstra Ballet Dancer Award
Il Telstra Ballet Dancer Award è stato assegnato ogni anno dal 2003, a sostegno delle aspirazioni dei giovani ballerini d'élite dell'Australian Ballet. Il vincitore riceve un premio in denaro di 20000 $. Questo è il più grande premio disponibile specificamente per un ballerino in Australia.
I candidati sono selezionati dall'Australian Ballet e dai precedenti vincitori di premi. Una giuria composta da rappresentanti dell'Australian Ballet, da Telstra e dai media seleziona il vincitore sulla base "della qualità artistica del loro lavoro, della forza di una presentazione scritta, del loro sviluppo personale e del potenziale futuro".

## Storia dei premi
I premi sono annunciati all'inizio di dicembre, di solito nel Joan Sutherland Theatre, nella Sydney Opera House (sede delle stagioni di Sydney dell'Australian Ballet).
- 2017 Poiché il Joan Sutherland Theatre non era disponibile, la stagione di novembre-dicembre di Sydney si svolse al Capitol Theatre. L'annuncio dei vincitori del premio fu effettuato il 5 dicembre 2017, la serata di apertura di Alice's Adventures in Wonderland.[2]
- 2016 I premi furono annunciati la sera dell'inaugurazione di Coppélia il 2 dicembre 2016.[3]
- 2015 I premi furono annunciati la notte di apertura di La bella addormentata il 3 dicembre 2015.[4]
- 2014 I premi furono annunciati dopo una prova generale di Lo schiaccianoci il 27 novembre 2014.[5]
- 2013 I premi furono annunciati la sera di apertura di Cinderella (coreografia di Alexei Ratmansky) il 29 novembre.[6]
- 2012 il 30 novembre furono annunciati i vincitori del premio nella serata inaugurale di Sydney de Il lago dei cigni di Stephen Baynes.[7]
- 2011 I premi furono annunciati nella serata di apertura di Romeo & Juliet (coreografia di Graeme Murphy) il 2 dicembre.[8]
- 2010 L'annuncio di entrambi i vincitori del premio fu fatto nella notte di apertura de Lo schiaccianoci il 3 dicembre 2010. Per la prima volta dall'inaugurazione dei premi, la giuria non fu in grado di separare due ballerini per il premio principale e ciascuno ricevette 20000 $.[9]

## Telstra People's Choice Award
Inoltre, il Telstra People's Choice Award, con un premio in denaro di 5000 $, viene assegnato al più popolare dei candidati di quell'anno, come determinato dai voti di internet e dagli SMS del pubblico. A partire dal 2010 i concorrenti hanno iniziato a pubblicare rapporti sulle proprie attività tramite un account individuale di Twitter nell'ambito della competizione e nel 2013 i concorrenti hanno iniziato a utilizzare Instagram come strumento pubblicitario. Amber Scott è stato il primo ballerino a vincere entrambi i premi (nel 2004) e Stephanie Williams il secondo (nel 2009); Chengwu Guo è il primo ballerino maschio a vincere entrambi. Amy Harris, Jake Mangakahia e Danielle Rowe hanno entrambi vinto il People's Choice Award due volte.

## Destinatari

### Premio dei ballerini
- 2017 Valerie Tereshchenko[2]
- 2016 Callum Linnane[3]
- 2015 Benedicte Bemet[12]
- 2014 Dimity Azoury[5]
- 2013 Christopher Rodgers-Wilson[6]
- 2012 Amy Harris[7]
- 2011 Chengwu Guo[8][13]
- 2010 Ty King-Wall[9] e Dana Stephensen[9]
- 2009 Stephanie Williams[14]
- 2008 Kevin Jackson[15]
- 2007 Daniel Gaudiello[16]
- 2006 Gina Brescianini[17]
- 2005 Lana Jones[18]
- 2004 Amber Scott[19]
- 2003 Matthew Lawrence[20]

### Premio del pubblico
- 2017 Jake Mangakahia[2]
- 2016 Jarryd Madden[3]
- 2015 Marcus Morelli[12]
- 2014 Imogen Chapman[5]
- 2013 Benedicte Bemet[6]
- 2012 Jake Mangakahia[7]
- 2011 Chengwu Guo[8]
- 2010 Amy Harris[21]
- 2009 Stephanie Williams[14]
- 2008 Amy Harris[15]
- 2007 Luke Ingham[22]
- 2006 Madeleine Eastoe[17]
- 2005 Danielle Rowe[18]
- 2004 Amber Scott[19]
- 2003 Danielle Rowe[20]

## Candidati
I nominati per questi premi sono stati, fino al 2015, annunciati nei primi tre mesi dell'anno.
- 2017 Le nomination sono state annunciate il 4 novembre 2017 in uno spettacolo gratuito a Penrith Lakes, Sydney, con tre nomination maschili e tre femminili per il secondo anno consecutivo: per la prima volta Isobelle Dashwood[23], Drew Hedditch[24] e François-Eloi Lavignac[25], 2012 People's Choice winner Jake Mangakahia[26], e i nominati 2013 Sharni Spencer[27] e Valerie Tereshchenko[28].
- 2016 Le nomination sono state annunciate il 18 agosto 2016 presso l'Australian Ballet Center.[29] I vincitori per la seconda volta Jarryd Madden[30] e Jade Wood[31] furono raggiunti da Nicola Curry,[32] Brodie James,[33] Callum Linnane[34] e Jill Ogai[35] nel primo set di nomine uniformemente distribuito.
- 2015 Le nomination furono annunciate il 10 luglio 2015 presso l'Australian Ballet Centre di Southbank.[36] Il precedente vincitore del premio popolare Benedicte Bemet[37] si unì a Ako Kondo[38] nel celebrare una seconda nomination, mentre Robyn Hendricks[39] fu nominato per la quarta volta. I nominati per la prima volta che si unirono a loro furono Marcus Morelli,[40] Amanda McGuigan,[41] e Jasmin Durham.[42]
- 2014 Le nomination furono annunciate il 7 marzo 2014 durante uno spettacolo gratuito al Sidney Myer Music Bowl di Melbourne[43] e c'erano Dimity Azoury, Imogen Chapman,[44] Ingrid Gow,[45] Cristiano Martino,[46] Rina Nemoto,[47] e Jade Wood.[31]
- 2013 I candidati furono annunciati il 13 febbraio 2013[48] e c'erano Benedicte Bemet,[49] Cameron Hunter,[50] Natasha Kusen,[51] Christopher Rodgers-Wilson,[52] Sharni Spencer,[53] e Valerie Tereshchenko.[54]
- 2012 I candidati [55] furono Dimity Azoury,[56] Calvin Hannaford,[57] Amy Harris, Ako Kondo,[58] Jarryd Madden[30] e Jake Mangakahia.[59]
- 2011 I nominati furono annunciati in una riunione completa della compagnia e dello staff artistico dell'Australian Ballet il 15 febbraio.[60][61] Furono Brett Chynoweth,[62][63] Chengwu Guo, Rudy Hawkes,[64][65] Robyn Hendricks,[66] Luke Marchant[67] e Karen Nanasca.[68][69]
- 2010 I candidati furono Amy Harris, Ty King-Wall,[70] Miwako Kubota, Natasha Kusen,[71] Dana Stephensen,[72] e Vivienne Wong (ora in pensione).
- 2009 I candidati furono Juliet Burnett (ora con il Royal Ballet of Flanders), Robyn Hendricks[66] (attuale artista principale), Andrew Killian[73] (attuale artista principale), Leanne Stojmenov,[74] Laura Tong (retired) e Stephanie Williams (corpo di ballo all'American Ballet Theatre).
- 2008 I candidati furono Tzu-Chao Chou[75] (artista principale al Birmingham Royal Ballet), Amy Harris (attuale artista senior), Reiko Hombo (artista senior in pensione), Kevin Jackson, Ty King-Wall[70] (attuale artista principale) e Andrew Wright[76] (attualmente solista).
- 2007 I candidati furono: Jane Casson, Daniel Gaudiello (andatosene nel 2016), Rudy Hawkes (ritirato nel 2016), Robyn Hendricks (attuale artista principale), Luke Ingham[77] (artista principale al San Francisco Ballet) e Leanne Stojmenov.[74]
- 2006 I candidati furono Adam Bull,[78] Annabel Bronner Reid (in pensione), Andrew Killian (attuale artista principale), Gina Brescianini (in pensione), Kevin Jackson (attuale artista principale) e Madeleine Eastoe.
- 2005 I candidati furono Marc Cassidy (in pensione), Gaylene Cummerfield (artista principale in pensione, Birmingham Royal Ballet), Lana Jones (attuale artista principale), Paul Knobloch (Maestro di balletto, The Australian Ballet), Danielle Rowe e Leanne Stojmenov (attuale artista principale).
- 2004 I candidati furono Adam Bull (attuale artista principale), Jane Casson (Insegnante principale, City Adult Ballet), Craig Cathcart (direttore della compagnia, Queensland Ballet), Miwako Kubota (artista senior in pensione), Rachel Rawlins (artista principale in pensione) e Amber Scott (attuale artista principale).
- 2003 I candidati inaugurali furono Olivia Bell (artista principale in pensione), Annabel Bronner Reid, Madeleine Eastoe (artista principale in pensione), Tim Harbour (in pensione, ora coreografo), Matthew Lawrence (in pensione, ex artista principale, Queensland Ballet, Birmingham Royal Ballet, The Australian Ballet) e Danielle Rowe (Nederlands Dans Theater, ex artista principale, The Australian Ballet, Houston Ballet).